# Ганьгу
34°44′23″ пн. ш. 105°19′47″ сх. д. / 34.73969° пн. ш. 105.3297° сх. д.
Ганьгу (кит. 甘谷县, пін. Gāngŭ Xiàn) — один із повітів КНР у складі префектури Тяньшуй, провінція Ганьсу. Адміністративний центр — містечко Дасяншань.

## Географія
Ганьгу лежить на висоті близько 1300 метрів над рівнем моря у західній частині провінції.

### Клімат
Повіт знаходиться у зоні, котра характеризується вологим континентальним кліматом з теплим літом. Найтепліший місяць — липень із середньою температурою 22,8 °C. Найхолодніший місяць — січень, із середньою температурою -2,6 °С.
| Клімат повіту Ганьгу    | Клімат повіту Ганьгу | Клімат повіту Ганьгу | Клімат повіту Ганьгу | Клімат повіту Ганьгу | Клімат повіту Ганьгу | Клімат повіту Ганьгу | Клімат повіту Ганьгу | Клімат повіту Ганьгу | Клімат повіту Ганьгу | Клімат повіту Ганьгу | Клімат повіту Ганьгу | Клімат повіту Ганьгу | Клімат повіту Ганьгу |
| Показник                | Січ.                 | Лют.                 | Бер.                 | Квіт.                | Трав.                | Черв.                | Лип.                 | Серп.                | Вер.                 | Жовт.                | Лист.                | Груд.                | Рік                  |
| Середній максимум, °C   | 3,4                  | 6,9                  | 12,4                 | 18,8                 | 23,3                 | 26,7                 | 28,9                 | 27,2                 | 22,1                 | 16,3                 | 10,4                 | 4,7                  | 16,8                 |
| Середня температура, °C | −2,6                 | 1,2                  | 6,3                  | 12,1                 | 16,6                 | 20,3                 | 22,8                 | 21,3                 | 16,5                 | 10,7                 | 4,2                  | −1,3                 | 10,7                 |
| Середній мінімум, °C    | −6,9                 | −3,1                 | 1,4                  | 6,2                  | 10,3                 | 14,3                 | 17,6                 | 16,4                 | 12,2                 | 6,5                  | −0,2                 | −5,4                 | 5,8                  |
| Норма опадів, мм        | 5.1                  | 6                    | 16.2                 | 27.9                 | 45.3                 | 69.4                 | 76.8                 | 78.6                 | 63.6                 | 37.6                 | 8                    | 2.8                  | 437.3                |
| Вологість повітря, %    | 65                   | 63                   | 61                   | 61                   | 64                   | 67                   | 68                   | 73                   | 78                   | 78                   | 74                   | 68                   | 68.3                 |
| ----------------------- | -------------------- | -------------------- | -------------------- | -------------------- | -------------------- | -------------------- | -------------------- | -------------------- | -------------------- | -------------------- | -------------------- | -------------------- | -------------------- |
| Джерело: data.cma.cn    |                      |                      |                      |                      |                      |                      |                      |                      |                      |                      |                      |                      |                      |